# Liste der Naturdenkmale im Landkreis Harz
Die Liste der Naturdenkmale im Landkreis Harz nennt die im Gebiet des Landkreises Harz in Sachsen-Anhalt ausgewiesenen Naturdenkmale.
Es wird zwischen Baum-Naturdenkmalen, geologischen Naturdenkmalen und Flächennaturdenkmalen unterschieden. Für Naturdenkmale im Nationalpark Harz ist nicht der Landkreis, sondern die Nationalparkverwaltung zuständig.

Der Link (Karte oder Lage) führt zu verschiedenen Kartendiensten mit der Position des Kulturdenkmals. Fehlt dieser Link, wurden die Koordinaten noch nicht eingetragen. Sind diese bekannt, können sie über ein Tool mit einer Kartenansicht einfach nachgetragen werden. In dieser Kartenansicht sind Kulturdenkmale ohne Koordinaten mit einem roten bzw. orangen Marker dargestellt und können durch Verschieben auf die richtige Position in der Karte mit Koordinaten versehen werden. Kulturdenkmale ohne Bild sind an einem blauen bzw. roten Marker erkennbar.

## Baum-Naturdenkmale
Im Landkreis Harz stehen außerhalb des Nationalparks Harz 88 Baum-Naturdenkmale wegen ihrer Seltenheit, Eigenart oder landschaftstypischen Prägung unter Schutz.
| Nr.        | Bezeichnung                                               | Ort                  | Lage und Koord. | Bild                                                                                     |
| ---------- | --------------------------------------------------------- | -------------------- | --- | ---------------------------------------------------------------------------------------- |
| ND 0044HBS | Linde mit 2 Blattarten im Park                            | Adersleben           | Kleinwüchsige Linde, vermutlich veredelt, daher die ungewöhnliche Blattart, normale Lindenblätter sind als Stammaustriebe noch zu sehen, (Lage) | weitere Bilder                                                                           |
| ND 0001WR  | 2 Buchen am Krugberg                                      | Allrode              | Eine 400-jährige Schirmbuche und eine Rotbuche. (Lage) | Bild gesucht                                                                             |
| ND 0002WR  | Alte Eiche                                                | Allrode              | Als Naturdenkmal im Juni 2018 gelöscht, weil es nicht mehr existiert. (Lage) | Alte Eiche Allrode                                                                       |
| ND 0003WR  | Mammutbaum                                                | Allrode              | (Lage) | Mammutbaum an der L95 zwischen Allrode und Stiege                                        |
| ND 0004WR  | Hohle Eiche                                               | Allrode              | (Lage) Im Mai 2022 wurde die Unterschutzstellung als Naturdenkmal aufgehoben. Die Traubeneiche war seit 1982 als Naturdenkmal geschützt. Im Jahr 2014 musste sie auf drei Meter Höhe gekürzt werden und der hohle Stamm zersetzte sich dann. | Hohle Eiche                                                                              |
| ND 0007WR  | Linde Altenbrak                                           | Altenbrak            | Rechtsseitig an der Landstraße L94 am Ortseingang Altenbrak aus Richtung B81 (Wendefurth) kommend. Ursprünglich mehrere Linden, eine musste 2013 gefällt werden. Als Naturdenkmal im Juni 2018 gelöscht, weil es nicht mehr existiert. |                                                                                          |
| ND 0009HBS | Eiche auf dem Schützenplatz                               | Anderbeck            | (Lage) | Bild gesucht                                                                             |
| ND 0103QLB | Speierlingsvorkommen an der Olbergshöhe                   | Bad Suderode         | Gruppe des Speierling südöstlich des Preußenturms (Lage) | Bild gesucht                                                                             |
| ND 0008QLB | Sumpfzypresse                                             | Ballenstedt          | Lindenallee (Lage) Im Mai 2022 wurde die Unterschutzstellung als Naturdenkmal aufgehoben. Der Baum war wegen seiner Seltenheit seit 1957 als Naturdenkmal geschützt. Auf dem Wohngrundstück konnte er sich nicht gut entwickeln und beginnt im Stamm zu faulen. | Ballenstedt ND 0008QLB Sumpfzypresse                                                     |
| ND 0011QLB | Eiche Bienenwiese                                         | Ballenstedt          | (Lage) | weitere Bilder                                                                           |
| ND 0012QLB | Bunnemann-Buche                                           | Ballenstedt          | Im Teichgrund an einem Hang. (Lage) | Bild gesucht                                                                             |
| ND 0013QLB | Alte Fichten am Kutschweg                                 | Ballenstedt          | (Lage) Im Mai 2022 wurde die Unterschutzstellung als Naturdenkmal aufgehoben. Die Fichten waren seit 1957 als Naturdenkmal geschützt und bestanden ursprünglich aus 35 Exemplaren. Nach sechs Fällungen im Jahr 2007 und weiteren Abgängen von 22 Stück seit dem Jahr 2020 wegen Trockenheit und hohem Alter besteht das Naturdenkmal nicht mehr in dieser Form. | Bild gesucht                                                                             |
| ND 0016QLB | Winterlinde am Armen Heinrich                             | Ballenstedt          | (Lage) | weitere Bilder                                                                           |
| ND 0017QLB | Eiche am III. Hammer                                      | Ballenstedt          | An der Gabelung zum 3. Hammer, nur noch der Stamm erhalten. (Lage) Im Mai 2022 wurde die Unterschutzstellung als Naturdenkmal aufgehoben. Die Eiche war im Jahr 2016 bereits abgestorben und seit Entfernen der Krone stand nur noch der Stamm. | weitere Bilder                                                                           |
| ND 0108QLB | Wildbirne                                                 | Ballenstedt          | Wildbirne auf einer Wiese nördlich des „Armen Heinrich“ (Lage) | weitere Bilder                                                                           |
| ND 0007QLB | 18 Kopfweiden                                             | Ballenstedt/Opperode | Friedrich-Engels-Straße (Lage) | weitere Bilder                                                                           |
| ND 0019QLB | Hecke am Falkensteiner Weg                                | Ballenstedt/Opperode | unweit des ehemaligen Kohlenschachtes Opperode (Lage) Im Mai 2022 wurde die Unterschutzstellung als Naturdenkmal aufgehoben. Der 120 Meter lange Heckenstreifen wurde schon vor 1945 zum Naturdenkmal erklärt, weil sein Bestand an Schlehen und die Breite der Hecke ein landschaftsprägendes Element ist. Der Schlehenbestand hat sich verringert und die Hecke ist nun als Feldgehölz durch seinen Standort im Landschaftsschutzgebiet „Harz und nördliches Harzvorland im Landkreis Quedlinburg“ als Biotop geschützt. | weitere Bilder                                                                           |
| ND 0008WR  | Birnbaum (wild)                                           | Benzingerode         | Wildbirne auf der Schlichtenburg (Lage) | weitere Bilder                                                                           |
| ND 0009WR  | Esskastaniengruppe                                        | Blankenburg          | im Schlosspark (Lage) Im Mai 2022 wurde die Unterschutzstellung als Naturdenkmal aufgehoben. | weitere Bilder                                                                           |
| ND 0010WR  | Mammutbaum (Sequoia gigantea)                             | Blankenburg          | Am ehemaligen Forsthaus in der Gnauck-Kühne-Straße (Lage) Im Mai 2022 wurde die Unterschutzstellung als Naturdenkmal aufgehoben. | weitere Bilder                                                                           |
| ND 0011WR  | Rosskastanie                                              | Blankenburg          | Gabelung B27/B81 am Stadtpark (Lage) Im Mai 2022 wurde die Unterschutzstellung als Naturdenkmal aufgehoben. | weitere Bilder                                                                           |
| ND 0012WR  | 2 Schwarzpappeln                                          | Blankenburg          | Lühnergasse, hinter der Alten Post. Eine der Pappeln musste 2013 gefällt werden. (Lage) Im Mai 2022 wurde die Unterschutzstellung als Naturdenkmal aufgehoben. | weitere Bilder                                                                           |
| ND 0013WR  | Atlas-Zeder                                               | Blankenburg          | Silberbornstraße (Lage) Im Mai 2022 wurde die Unterschutzstellung als Naturdenkmal aufgehoben. | weitere Bilder                                                                           |
| ND 0014WR  | Schäferlinde                                              | Blankenburg          | Am Panoramaweg nähe Straße An der Schäferlinde (Lage) | weitere Bilder                                                                           |
| ND 0068WR  | Arve                                                      | Blankenburg          | Als Naturdenkmal im Juni 2018 gelöscht, weil es nicht mehr existiert. (Lage) | Arve Blankenburg                                                                         |
| ND 0020QLB | Maulbeerbaum                                              | Dankerode            | Unterhalb der Kirche neben dem Kriegerdenkmal (Lage) | Maulbeerbaum in Dankerode                                                                |
| ND 0021QLB | Astfichte am Echtershagen                                 | Dankerode            | (Lage) | Bild gesucht                                                                             |
| ND 0015WR  | Linden vor dem Friedhof                                   | Derenburg            | Schützenstraße (Lage) | Derenburg Linden vor Hospitalkapelle                                                     |
| ND 0024HBS | Linden auf dem Sportplatz                                 | Dingelstedt          | (Lage) Im Mai 2022 wurde die Unterschutzstellung als Naturdenkmal aufgehoben. | Bild gesucht                                                                             |
| ND 0102QLB | Rüsterberg                                                | Ditfurt              | (Lage) Im Mai 2022 wurde die Unterschutzstellung als Naturdenkmal aufgehoben. Die Baumgruppe aus Feldulmen auf dem Rüsterberg bei Ditfurt war seit 1994 als Naturdenkmal geschützt. Für die Ulmen besteht weiterhin Schutz durch ein Beseitigungsverbot laut Agrarzahlungsverpflichtungen und zusätzlich durch die geltende Kreisbaumschutzverordnung. | Bild gesucht                                                                             |
| ND 0016WR  | Linde auf dem Klosterhof                                  | Drübeck              | (Lage) | weitere Bilder                                                                           |
| ND 0017WR  | 2 Linden                                                  | Drübeck              | Koordinaten fehlen! Hilf mit. | Bild gesucht                                                                             |
| ND 0018WR  | Lindenallee                                               | Drübeck              | Koordinaten fehlen! Hilf mit. | Bild gesucht                                                                             |
| ND 0016HBS | Linde auf dem Grebenberg                                  | Eilenstedt           | (Lage) | Linden (Eilenstedt)                                                                      |
| ND 0017HBS | Lindengruppe am Treppenaufgang zur Kirche                 | Eilenstedt           | (Lage) Im Mai 2022 wurde die Unterschutzstellung als Naturdenkmal aufgehoben. | weitere Bilder                                                                           |
| ND 0019HBS | Bäume auf dem Blockshornberg                              | Eilsdorf             | Die beiden Bäume sind Bestandteil des Wappens. (Lage) | Bild gesucht                                                                             |
| ND 0074WR  | Alte Fichten Elendstal                                    | Elend                | Darunter befindet sich auch der Talwächter. (Lage) Im Mai 2022 wurde die Unterschutzstellung als Naturdenkmal aufgehoben. | Alte Fichten Elendstal                                                                   |
| ND 0037ASL | Platane und Ginkgo                                        | Endorf               | Am Gut Endorf (Lage) Im Mai 2022 wurde die Unterschutzstellung als Naturdenkmal aufgehoben. Beide Bäume standen seit 1965 wegen ihrer Seltenheit als Naturdenkmal unter Schutz. Mittlerweile werden sie weder als selten noch wegen besonderer Schönheit als schutzwürdig angesehen. | Platane Endorf                                                                           |
| ND 0022QLB | Adlereiche                                                | Friedrichsbrunn      | (Lage) Im Mai 2022 wurde die Unterschutzstellung als Naturdenkmal aufgehoben. Die Eiche war mit Seilen gesichert, weil sie vom Pilz befallen war und verfaulte. Nach Pflegeversuchen im Jahr 2018 hat sich der Zustand weiter verschlechtert. Nach der Fällung befindet sich an gleicher Stelle eine Bank, die zum Teil aus der Eiche besteht. | Adlereiche                                                                               |
| ND 0024QLB | Spiekermanns-Eiche                                        | Friedrichsbrunn      | (Lage) |                                                                                          |
| ND 0028QLB | Elsbeere an der Stiftskirche                              | Gernrode             | westlich der Stiftskirche. Als Naturdenkmal im Juni 2018 gelöscht, weil es nicht mehr existiert. (Lage) | Bild gesucht                                                                             |
| ND 0107QLB | Sternhaus-Eichen                                          | Gernrode             | Nähe Mädchenwiese am Sternhaus (Lage) Im Mai 2022 wurde die Unterschutzstellung als Naturdenkmal aufgehoben. Von den ehemals mehreren Eichen besteht nur noch ein einziges Exemplar und somit ist der ursprüngliche Schutzzweck nicht mehr erfüllt. Durch seine Lage im Landschaftsschutzgebiet „Harz und nördliches Harzvorland im Landkreis Quedlinburg“ steht er weiterhin unter Naturschutz. | Bild gesucht                                                                             |
| ND 0031HBS | Dorflinde                                                 | Groß Quenstedt       | (Lage) | weitere Bilder                                                                           |
| ND 0033HBS | Lindengruppe und Quelle                                   | Groß Quenstedt       | „Fünf Linden“ und Quellteich „Seebrunnen“ (Lage) | Naturdenkmal Fünf Linden Groß Quenstedt                                                  |
| ND 0036QLB | Trompel, um ein ehemaliges Lichtloch des Schwefelstollens | Harzgerode           | Alexisbader Weg (Lage) | Trompel                                                                                  |
| ND 0039QLB | Scheinzypresse                                            | Harzgerode           | Oberstraße Ecke Braugasse (Lage) | Bild gesucht                                                                             |
| ND 0046QLB | Ritzgeröder Linde                                         | Harzgerode           | Alte Winterlinde im Brettenbergsbachtal Nähe Jagdhausbach (Lage) | weitere Bilder                                                                           |
| ND 0047QLB | Schlosslinde                                              | Harzgerode           | links neben dem Eingang zum Schloss Harzgerode (Lage) | Schlosslinde                                                                             |
| ND 0049QLB | Dicke Eiche Silberhütte                                   | Harzgerode           | Unterhalb des Fürstenteiches (Lage) | Eiche Silberhütte                                                                        |
| ND 0109QLB | Esche im Schiebecktal                                     | Harzgerode           | (Lage) | Bild gesucht                                                                             |
| ND 0020WR  | 7 Gerichtslinden                                          | Heimburg             | 7 Gerichtslinden auf der Altenburg (Lage) | weitere Bilder                                                                           |
| ND 0021WR  | Schäferlinde                                              | Heimburg             | nordöstlich unterhalb des Struvenbergs im NSG Ziegenberg (Lage) | weitere Bilder                                                                           |
| ND 0069WR  | Schwarzpappel                                             | Heimburg             | Altes Wegezeichen nördlich von Heimburg (Lage) | Bild gesucht                                                                             |
| ND 0022WR  | Puniereiche                                               | Ilsenburg            | Eichen in der Punierstraße am Crolapark. (Lage) | weitere Bilder                                                                           |
| ND 0023WR  | 2 Sequoia gigantea (Mammutbäume)                          | Ilsenburg            | Waldhöhenstraße am ehemaligen Hotel Waldhöhe (Lage) Im Mai 2022 wurde die Unterschutzstellung als Naturdenkmal aufgehoben. | weitere Bilder                                                                           |
| ND 0070WR  | Von Zanthier-Eiche                                        | Ilsenburg            | Im Ilsetal am Zanthier-Platz unterhalb des Ilsesteines, gepflanzt am 6. September 1864 zu Ehren von Hans Dietrich von Zanthier. (Lage) | weitere Bilder                                                                           |
| ND 0071WR  | 2 Linden                                                  | Ilsenburg            | Nähe Krugbrücke, Ecke Mühlenstraße 28. (Lage) Im Mai 2022 wurde die Unterschutzstellung als Naturdenkmal aufgehoben. | weitere Bilder                                                                           |
| ND 0032HBS | Huybrunnen mit Baumgruppe                                 | Klein Quenstedt      | (Lage) Im Mai 2022 wurde die Unterschutzstellung als Naturdenkmal aufgehoben. | Bild gesucht                                                                             |
| ND 0055QLB | Elsbeere                                                  | Königerode           | Im Tal der Schmalen Wipper zwischen Unterer und Oberer Mühle (Lage) | Elsbeere in Königerode                                                                   |
| ND 0056QLB | Horstbaum                                                 | Königerode           | (Lage) | Bild gesucht                                                                             |
| ND 0057QLB | Brühl und Bauernholz                                      | Königerode           | (Lage) Im Mai 2022 wurde die Unterschutzstellung als Naturdenkmal aufgehoben. Die Baum-Strauch-Gruppe im Brühl und vor dem Bauernholz bei Königerode war seit 1981 als Naturdenkmal geschützt. Wegen ihrer Lage im Landschaftsschutzgebiet „Harz und nördliches Harzvorland im Landkreis Quedlinburg“ ist sie weiterhin geschützt. Zudem befindet sie sich auf einer bewirtschafteten Ackerfläche und unterliegt gemäß der Agrarzahlungsverpflichtungen einem Beseitigungsverbot.                                          | Bild gesucht                                                                             |
| ND 0004ASL | Kastanien                                                 | Meisdorf             | Vier sehr alte Kastanien als „Baumtor“ an der L230 nach Ermsleben, im März 2010 „versehentlich“ gefällt. Genehmigt war die Abholzung von nur einer Kastanie; später wurden vier neue Kastanien gepflanzt. Als Naturdenkmal im Juni 2018 gelöscht, weil es nicht mehr existiert. (Lage) | Kastanien Meisdorf                                                                       |
| ND 0026WR  | Dorflinde                                                 | Minsleben            | Dorfplatz (Lage) | weitere Bilder                                                                           |
| ND 0058QLB | Eichen am Wegehaus am Dankeröder Weg                      | Neudorf              | (Lage) Im Mai 2022 wurde die Unterschutzstellung als Naturdenkmal aufgehoben. Die zwei Eichen waren seit 1949 geschützt worden. Sie stehen wegen ihres Standortes im Landschaftsschutzgebiet Harz und nördliches Harzvorland (Quedlinburg) weiterhin unter Naturschutz. | Bild gesucht                                                                             |
| ND 0040HBS | Kreuzeiche                                                | Osterwieck           | (Lage) | Bild gesucht                                                                             |
| ND 0038ASL | Sommereiche „Schwarze Eiche“                              | Pansfelde            | Als Naturdenkmal im Juni 2018 gelöscht, weil es nicht mehr existiert. Von den ehemals vier Exemplaren bestehen noch zwei an dieser ehemaligen Gerichtsstätte der Asseburger. (Lage) |                                                                                          |
| ND 0039ASL | 2 Winterlinden, 1 Sommereiche „Holzfällereiche“           | Pansfelde            | Die beiden Winterlinden stehen direkt am Gartenhaus, die Eiche gegenüber auf der anderen Straßenseite. (Lage Winterlinden) (Lage Sommereiche) | weitere Bilder                                                                           |
| ND 0059QLB | Moorberg-Eichen                                           | Quedlinburg          | Vier Eichen an der Moorbergschanze (Lage) | Moorberg-Eichen                                                                          |
| ND 0062QLB | Steinholz-Linden                                          | Quedlinburg          | am Weg zur Steinholzwarte, nördlich der B 6 (Lage) | weitere Bilder                                                                           |
| ND 0068QLB | Ginkgo Bahnhofsanlage                                     | Quedlinburg          | (Lage) | Ginkgo                                                                                   |
| ND 0104QLB | Silberpappel am Heinrichplatz                             | Quedlinburg          | Befand sich im Kreisverkehr und musste im Jahr 2013 gefällt werden. Als Naturdenkmal im Juni 2018 gelöscht, weil es nicht mehr existiert. (Lage) |                                                                                          |
| ND 0027WR  | 4 Kastanien                                               | Reddeber             | zwei Kastanien befinden sich am Spielplatz bei der Kirche; Halbe Straße (Lage) Im Mai 2022 wurde die Unterschutzstellung als Naturdenkmal aufgehoben. | Naturdenkmal Kastanien in Reddeber am Spielplatz bei der Kirche; Halbe Straße, ND 0027WR |
| ND 0028WR  | Friedenslinde                                             | Reddeber             | auf dem Platz Ecke Heudeberstraße/Im Sieke (Lage) Im Mai 2022 wurde die Unterschutzstellung als Naturdenkmal aufgehoben. | weitere Bilder                                                                           |
| ND 0020ASL | Eiche                                                     | Reinstedt            | Neben Haus Unterdorf 50 (Lage) Im Mai 2022 wurde die Unterschutzstellung als Naturdenkmal aufgehoben. Die Eiche ist ca. 80 Jahre alt und für ihr Alter normal entwickelt. Ein besonderer Schutz ist nicht erforderlich. | Eiche Reinstedt                                                                          |
| ND 0022ASL | Lindenallee                                               | Reinstedt            | Straße Witteanger (Lage) Im Mai 2022 wurde die Unterschutzstellung als Naturdenkmal aufgehoben. Die Lindenallee mit 107 Exemplaren war seit 1991 als Naturdenkmal geschützt. Mittlerweile steht sie seit 2009 als Allee nach § 21 Landesnaturschutzgesetz Sachsen-Anhalt unter gesetzlichem Schutz. | weitere Bilder                                                                           |
| ND 0043HBS | 3 Eichen am Kriegerdenkmal                                | Rodersdorf           | (Lage) | weitere Bilder                                                                           |
| ND 0028HBS | Linde an der Kirchbergmauer                               | Sargstedt            | (Lage) Im Mai 2022 wurde die Unterschutzstellung als Naturdenkmal aufgehoben. | weitere Bilder                                                                           |
| ND 0029HBS | Japanischer Schnurbaum                                    | Sargstedt            | War seit 1971 geschützt und wurde 2013 gefällt. Als Naturdenkmal im Juni 2018 gelöscht, weil es nicht mehr existiert. | Bild gesucht                                                                             |
| ND 0075QLB | Peterseiche                                               | Schielo              | An der Einmündung der Pfarrgasse in die Schulstraße (Lage) | weitere Bilder                                                                           |
| ND 0030WR  | Linde auf der alten Hofanlage                             | Schierke             | (Lage) | weitere Bilder                                                                           |
| ND 0025HBS | Hergottslinde                                             | Schwanebeck          | neben der Kirche (Lage) Im Mai 2022 wurde die Unterschutzstellung als Naturdenkmal aufgehoben. | Wallfahrtslinde Schwanebeck                                                              |
| ND 0031WR  | Krönungslinde von 1701                                    | Silstedt             | Kreuzung Unter der Linden/Glockengasse (Lage) | weitere Bilder                                                                           |
| ND 0024WR  | Försterbuche                                              | Stapelburg           | An der L85 zwischen Stapelburg und Ilsenburg. Die 200 Jahre alte Rotbuche stand seit 1956 unter Naturschutz und musste Ende 2015 gefällt werden. (Lage) |                                                                                          |
| ND 0032WR  | Burgberglinde                                             | Stapelburg           | Die Linde befand sich auf dem Burgberg neben dem Kriegerdenkmal. Bei einem Sturm am 7. Februar 2022 brach sie um. (Lage) Im Mai 2022 wurde die Unterschutzstellung als Naturdenkmal aufgehoben. | weitere Bilder                                                                           |
| ND 0080QLB | Schäfereiche                                              | Stecklenberg         | Östlich von Stecklenberg unterhalb des Münchenberges. (Lage) | Schäfereiche                                                                             |
| ND 0081QLB | Hirschkäfereiche                                          | Stecklenberg         | Nördlich von Stecklenberg am Wurmbach. (Lage) | weitere Bilder                                                                           |
| ND 0035WR  | Dicke Eiche                                               | Stiege               | Ca. 300 Jahre alte Stieleiche mit mehr als sechs Metern Umfang. (Lage) | weitere Bilder                                                                           |
| ND 0036WR  | 4 Ahorn-Büsche-Bäume                                      | Stiege               | (Lage) Im Mai 2022 wurde die Unterschutzstellung als Naturdenkmal aufgehoben. | Bild gesucht                                                                             |
| ND 0072WR  | 3 Gruppen Lebensbäume                                     | Stiege               | Als Naturdenkmal im Juni 2018 gelöscht, weil es nicht mehr existiert. |                                                                                          |
| ND 0088QLB | Georgseiche                                               | Thale                | Nähe „Schutzhütte Georgseichen“. Im August 2018 durch Sturm umgebrochen. (Lage) Im Mai 2022 wurde die Unterschutzstellung als Naturdenkmal aufgehoben. | Georgseiche (Thale)                                                                      |
| ND 0089QLB | Bergahorn am Müllerbruch                                  | Thale                | (Lage) | Bild gesucht                                                                             |
| ND 0090QLB | Elsbeere                                                  | Thale                | Als Naturdenkmal im Juni 2018 gelöscht, weil es nicht mehr existiert. |                                                                                          |
| ND 0093QLB | Stechpalme an der Alten Apotheke                          | Thale                | Karl-Marx-Straße 72 im Hof (Lage) | Stechpalme Thale                                                                         |
| ND 0096QLB | Ulmenreihe                                                | Thale                | Karl-Marx-Straße (Lage) Im Mai 2022 wurde die Unterschutzstellung als Naturdenkmal aufgehoben. Die Baumreihe steht als Allee laut Landesnaturschutzgesetz weiter unter Naturschutz. | weitere Bilder                                                                           |
| ND         | Gleditschie                                               | Thale                | Am Tannenkopf 21 (Lage) | weitere Bilder                                                                           |
| ND 0006WR  | Roteiche                                                  | Timmenrode           | (Lage) Im Mai 2022 wurde die Unterschutzstellung als Naturdenkmal aufgehoben. | weitere Bilder                                                                           |
| ND 0019WR  | 2 Rotbuchen                                               | Trautenstein         | (Lage) Im Mai 2022 wurde die Unterschutzstellung als Naturdenkmal aufgehoben. |                                                                                          |
| ND 0060WR  | 3 Taternfichten                                           | Treseburg            | Rechtsseitig der Landstraße L93 zwischen Treseburg und Allrode auf einem Hang, zwei der Bäume mussten 2013 gefällt werden. Als Naturdenkmal im Juni 2018 gelöscht, weil es nicht mehr existiert. (Lage) |                                                                                          |
| ND 0033WR  | Dicke Buche                                               | Veckenstedt          | Rotbuche in einem Waldbestand bei Stapelburg. (Lage) | Bild gesucht                                                                             |
| ND 0026HBS | Alte Linde (Sommerlinde) vor der Kirche                   | Vogelsdorf           | (Lage) | weitere Bilder                                                                           |
| ND 0037WR  | Eiche am Kriegerdenkmal von 1813/15                       | Wasserleben          | (Lage) | weitere Bilder                                                                           |
| ND 0039WR  | 2 Wellingtonien                                           | Wernigerode          | Nähe Waldgasthaus & Pension Christianental (Lage) Im Mai 2022 wurde die Unterschutzstellung als Naturdenkmal aufgehoben. | weitere Bilder                                                                           |
| ND 0073WR  | Schlitzblättrige Linde                                    | Wernigerode          | Im Lustgarten (Lage) | weitere Bilder                                                                           |
| ND 0056WR  | Ahorn Seboldianum Christianental                          | Wernigerode          | Der Ahorn wurde gefällt. Er befand sich am Parkplatz zum Wildpark Christianental. Als Naturdenkmal im Juni 2018 gelöscht, weil es nicht mehr existiert. (Lage) | Nachpflanzung Ahorn Christianental                                                       |
| ND 0041WR  | Mönchsbuche                                               | Wernigerode          | Oberförster-Koch-Weg Verbindungsweg zwischen dem Kloster Himmelpforten und dem Kloster Ilsenburg (Lage) | Mönchsbuche                                                                              |
| ND 0040WR  | Pappeln Seigerhüttenteich                                 | Wernigerode          | am östlichen Ende eines Weges der vom Seigerhüttenteich abzweigt, zwischen Am Stadtfelde und Weidenweg. Im September 2009 war eine der Schwarzpappeln durchgebrochen und umgestürzt. Erhalten ist nur noch eine der ehemals drei Schwarzpappeln. (Lage) Im Mai 2022 wurde die Unterschutzstellung als Naturdenkmal aufgehoben. | weitere Bilder                                                                           |
| ND 0042WR  | Rotbuche Büchenberg                                       | Wernigerode          | (Lage) | weitere Bilder                                                                           |
| ND 0041HBS | 2 Linden Schützenplatz                                    | Zilly                | (Lage) | Bild gesucht                                                                             |
| ND 0041HBS | Friedenseiche                                             | Zilly                | (Lage) | weitere Bilder                                                                           |

## Geologische Naturdenkmale
Im Landkreis Harz stehen außerhalb des Nationalparks Harz 43 geologische Einzelobjekte wie Felsen oder Höhlen als Geologische Naturdenkmale unter Schutz.
| Nr.        | Bezeichnung                           | Ort           | Koord. | Bild                                             |
| ---------- | ------------------------------------- | ------------- | --- | ------------------------------------------------ |
| ND 0014QLB | Aufschluss Klausberg                  | Ballenstedt   | Im Selketal (Lage) | weitere Bilder                                   |
| ND 0015QLB | Steinbruch Hirschteich                | Ballenstedt   | Lage | weitere Bilder                                   |
| ND 0018QLB | Kalksteinbruch Scheerenstieger Klippe | Ballenstedt   | Lage | Bild gesucht                                     |
| ND 0057WR  | Schwefel-Eisen-Quelle                 | Blankenburg   | In Börnecke am Seeteich Lage | weitere Bilder                                   |
| ND 0059WR  | Teufelsmauer                          | Blankenburg   | Lage | Teufelsmauer                                     |
| ND 0061WR  | Kleine Rosstrappe                     | Blankenburg   | Aussichtspunkt in der Nähe der Burg Regenstein. Sie befindet sich heute auf dem Gelände der Harz Kaserne, welche durch die Bundeswehr als Sanitäter-Stützpunkt genutzt wird. Naturdenkmal seit 1962. Lage | weitere Bilder                                   |
| ND 0067WR  | Hanganschnitt im Teufelsbachtal       | Blankenburg   | Auch „Hans-Cloos-Aufschluss“ genannt. Seit 2020 zudem als „Nationales Geotop“ ausgewiesen. Lage | weitere Bilder                                   |
| ND 0020HBS | Daneilshöhle im Huy                   | Dingelstedt   | Lage | weitere Bilder                                   |
| ND 0022HBS | Stromatolithengruppe bei Wilhelmshall | Dingelstedt   | Lage | Stromatolithengruppe                             |
| ND 0065WR  | Mandelholz                            | Elend         | Die beiden Gruben Bunte und Blanke Wormke geben Einblick in das für die Region historische wichtige Erzbergbauwesen. In der Grube Bunte Wormke sollen die einmaligen Aufschlußverhältnisse erhalten bleiben. Dieser Lagerstättentyp war für den Mittelharzer Raum über viele tausend Jahre von höchster wirtschaftlicher Bedeutung. Naturschutzgebiet seit 1973 Lage | weitere Bilder                                   |
| ND 0031QLB | Große Teufelsmühle                    | Gernrode      | Lage | weitere Bilder                                   |
| ND 0032QLB | Kleine Teufelsmühle                   | Gernrode      | Lage |                                                  |
| ND 0033QLB | Plattenschieferbruch Mägdesprung      | Gernrode      | Lage | weitere Bilder                                   |
| ND 0035QLB | Aufschluss Teichdamm                  | Güntersberge  | Lage | Aufschluss Teichdamm                             |
| ND 0037HBS | Klusfelsen                            | Halberstadt   | Lage | weitere Bilder                                   |
| ND 0038HBS | Teufelsstuhl in den Klusbergen        | Halberstadt   | Lage | Bild gesucht                                     |
| ND 0039HBS | Gläserner Mönch                       | Halberstadt   | Lage | weitere Bilder                                   |
| ND 0021HBS | Gletscherkessel im Huy                | Huy-Neinstedt | Im Huy Nähe L84 Lage | Bild gesucht                                     |
| ND 0055WR  | Froschklippe                          | Ilsenburg     | Lage | Froschfelsen                                     |
| ND 0058WR  | Paternosterklippen                    | Ilsenburg     | Lage | Paternosterklippe                                |
| ND 0064WR  | Ilsefälle                             | Ilsenburg     | Im Ilsetal im Verlauf des Flusses Ilse. Lage | weitere Bilder                                   |
| ND 0025WR  | Keratophyrbreccie                     | Königshütte   | | Bild gesucht                                     |
| ND 0070QLB | Taubenei                              | Quedlinburg   | Auf dem Kleinen Trappenberg südlich der Sewekenberge Lage | weitere Bilder                                   |
| ND 0069QLB | Findling Kratzensteinsche Tongrube    | Quedlinburg   | Am Rande der ehemaligen Tongrube südwestlich der Altenburgwarte | Findling Kratzensteinsche Tongrube (Quedlinburg) |
| ND 0063WR  | 14 Tropfsteinhöhlen                   | Rübeland      | Lage | Im Goethesaal der Baumannshöhle bei Rübeland     |
| ND 0048WR  | Bismarck-Klippe                       | Schierke      | Lage | Bild gesucht                                     |
| ND 0049WR  | Buchhorst-Klippe                      | Schierke      | Lage | Bild gesucht                                     |
| ND 0050WR  | Feuersteinklippen                     | Schierke      | Lage | weitere Bilder                                   |
| ND 0051WR  | Schnarcherklippen                     | Schierke      | Lage | weitere Bilder                                   |
| ND 0052WR  | Hirschhörner                          | Schierke      | Lage | Hirschhörner                                     |
| ND 0054WR  | Teufelskanzel und Hexenaltar          | Schierke      | Lage | weitere Bilder                                   |
| ND 0075WR  | Scherstorklippe                       | Schierke      | Lage | weitere Bilder                                   |
| ND 0086QLB | Glockenstein                          | Thale         | Lage | Glockenstein                                     |
| ND 0091QLB | Roter Einschnitt                      | Thale         | Geologischer Aufschluss im Buntsandstein, Naturdenkmal seit 1975. Lage | weitere Bilder                                   |
| ND 0092QLB | Aufschluss Fohlenstall                | Thale         | Sandgruben am Fohlenstall bei Thale, südlich der Straße Thale-Wienrode, östlich des Gasthauses am Rübchen. Seit 1977 Naturdenkmal, 1991 verfüllt und mit Mutterboden überdeckt. Derzeit als Pferdekoppel genutzt. Lage | weitere Bilder                                   |
| ND 0100QLB | Bärentraubenfelsen                    | Thale         | | Bild gesucht                                     |
| ND 0038WR  | Drudenstein                           | Trautenstein  | Wahrzeichen und Namensgeber des Ortes Trautenstein, Kult-, Opfer-, Richt- und Trauungsstätte einer heidnischen Sippe im Mittelalter. Lage | weitere Bilder                                   |
| ND 0043WR  | Hartenberg (Marmorpinge)              | Wernigerode   | Bergwiesen mit vielen seltenen Pflanzen, Wald, Steinbruch-Marmor vielfach verwendet (z. B. 1734 Garnisonskirche, 1840 Friedenskirche Potsdam), 3 Roteisenpingen, seit 1227 Bergbau, Naturdenkmal seit 1956 Lage | Bild gesucht                                     |
| ND 0044WR  | Diorit-Granit-Kontakt-Aufschluss      | Wernigerode   | Aufschluss Weganschnitt Holtemmetal (Steinerne Renne), ca. 2,5 km südwestlich Hasserode, oberhalb Einmündung Gr. Sandtal. Lage | Bild gesucht                                     |
| ND 0045WR  | End- und Seitenmoränen                | Wernigerode   | Am Rastplatz Kleine Renne. Lage | Bild gesucht                                     |
| ND 0046WR  | Gebohrter Stein                       | Wernigerode   | Lage | Gebohrter Stein                                  |
| ND 0047WR  | Ottofelsen                            | Wernigerode   | Lage | weitere Bilder                                   |
| ND 0053WR  | Landmannklippe                        | Wernigerode   | Lage | Bild gesucht                                     |

## Flächennaturdenkmale
Im Landkreis Harz stehen außerhalb des Nationalparks Harz 117 flächenhafte Naturdenkmale, die kleiner als 5 ha sind unter Schutz.
| Nr.         | Bezeichnung                                       | Ort             | Koord. | Bild                          |
| ----------- | ------------------------------------------------- | --------------- | ------ | ----------------------------- |
| FND 0039WR  | Klingengrund Süd                                  | Allrode         | Lage   | Bild gesucht                  |
| FND 0040WR  | Rienäckers Wiese                                  | Allrode         | Lage   | Bild gesucht                  |
| FND 0041WR  | Hirschzungenfleck                                 | Allrode         | Lage   | Bild gesucht                  |
| FND 0014HBS | Wahrberg                                          | Aspenstedt      | Lage   | Bild gesucht                  |
| FND 0012HBS | Denntalbach                                       | Athenstedt      | Lage   | weitere Bilder                |
| NDF 0001QLB | Langenberg Badeborn                               | Badeborn        | Lage   | weitere Bilder                |
| FND 0020QLB | Teichstelle                                       | Bad Suderode    | Lage   | Bild gesucht                  |
| FND 0058QLB | Preußischer Saalstein                             | Bad Suderode    | Lage   | Preussischer Saalstein        |
| FND 0010QLB | Aufschluss Hohe Warte                             | Ballenstedt     | Lage   | Bild gesucht                  |
| FND 0015QLB | Talwiese Oberer Teichgrund                        | Ballenstedt     | Lage   | Bild gesucht                  |
| NDF 0013QLB | Wolfgangshöhe Ballenstedt                         | Ballenstedt     | Lage   | Bild gesucht                  |
| FND 0017WR  | Großer Rappenberg                                 | Benneckenstein  | Lage   | Bild gesucht                  |
| FND 0018WR  | Gehren                                            | Benneckenstein  | Lage   | Bild gesucht                  |
| FND 0016WR  | Eichen-Niederwald                                 | Darlingerode    | Lage   | weitere Bilder                |
| FND 0022WR  | Ütschenteich                                      | Darlingerode    | Lage   | Ütschenteich                  |
| FND 0031WR  | Köhlerberg                                        | Darlingerode    | Lage   | Bild gesucht                  |
| FND 0001HBS | Schäferplätzchen                                  | Dingelstedt     | Lage   | Bild gesucht                  |
| FND 0002HBS | Fläche östlich des Schäferplätzchens              | Dingelstedt     | Lage   | Bild gesucht                  |
| FND 0009HBS | Kiefhai                                           | Dingelstedt     | Lage   | Bild gesucht                  |
| FND 0010HBS | Steppenrasen                                      | Dingelstedt     | Lage   | Bild gesucht                  |
| FND 0011HBS | Eichen-Lindenwald                                 | Dingelstedt     | Lage   | Bild gesucht                  |
| FND 0013HBS | Sonnenburg                                        | Dingelstedt     | Lage   | Bild gesucht                  |
| NDF 0007QLB | Graßhoffs Sandkuhle                               | Ditfurt         | Lage   | weitere Bilder                |
| NDF 0009QLB | Ölberg                                            | Ditfurt         | Lage   | weitere Bilder                |
| FND 0003WR  | Galgenberg                                        | Elbingerode     | Lage   | Bild gesucht                  |
| FND 0024WR  | Erlenbruch am Allerbach                           | Elend           | Lage   | Bild gesucht                  |
| NDF 0001ASL | Trockenrasen vor der Heide/Ermsleben (Steinbruch) | Ermsleben       | Lage   | Bild gesucht                  |
| FND 0021QLB | Märzenbecherbruch                                 | Friedrichsbrunn | Lage   | Bild gesucht                  |
| FND 0022QLB | Seidelbastbestand                                 | Friedrichsbrunn | Lage   | Bild gesucht                  |
| FND 0023QLB | Trollblumenwiese                                  | Friedrichsbrunn | Lage   | weitere Bilder                |
| FND 0024QLB | Seewiesen                                         | Friedrichsbrunn | Lage   | weitere Bilder                |
| NDF 0004QLB | Waldwiese am Kleinen Uhlenbachtal                 | Friedrichsbrunn | Lage   | Bild gesucht                  |
| NDF 0008QLB | Waldwiese nördlich der Adlereiche                 | Friedrichsbrunn | Lage   | Bild gesucht                  |
| FND 0026QLB | Burgberg der Heinrichsburg                        | Gernrode        | Lage   | Bild gesucht                  |
| FND 0027QLB | Martinsberg                                       | Güntersberge    | Lage   | Bild gesucht                  |
| FND 0030QLB | Diabassteinbruch Stammrod                         | Harzgerode      | Lage   | Bild gesucht                  |
| FND 0031QLB | Kalksteinbruch im Badeholz                        | Harzgerode      | Lage   | Bild gesucht                  |
| FND 0032QLB | Kalksteinbruch Schneckenberg                      | Harzgerode      | Lage   | Bild gesucht                  |
| FND 0033QLB | Graptolithenschiefer Panzerberg                   | Harzgerode      | Lage   | Bild gesucht                  |
| FND 0014WR  | Falkenstein                                       | Hasselfelde     | Lage   | Bild gesucht                  |
| FND 0019WR  | Großer Rabenstein                                 | Hasselfelde     | Lage   | Bild gesucht                  |
| FND 0020WR  | Kleiner Rabenstein                                | Hasselfelde     | Lage   | Bild gesucht                  |
| FND 0023WR  | Hinterer Hoher Berg                               | Hasselfelde     | Lage   | Bild gesucht                  |
| FND 0032WR  | Rotestein                                         | Hasselfelde     | Lage   | Bild gesucht                  |
| NDF 0001WR  | Diabassteinbruch an der Kuhfurt                   | Hasselfelde     | Lage   | Bild gesucht                  |
| NDF 0003WR  | Trockenhang im Beretal                            | Hasselfelde     | Lage   | Bild gesucht                  |
| FND 0044WR  | Silberdistelstandort am Ziegenberg                | Heimburg        | Lage   | Bild gesucht                  |
| FND 0005HBS | Kalksteinbruch Hoppenstedt                        | Hoppenstedt     | Lage   | Steinbruch Hoppenstedt        |
| FND 0009WR  | Bollenkopf und Schwefeltal                        | Hüttenrode      | Lage   | Bild gesucht                  |
| FND 0035WR  | Kreuztal                                          | Hüttenrode      | Lage   | Bild gesucht                  |
| FND 0045WR  | Baumgruppe am Eggeröder Brunnen                   | Hüttenrode      | Lage   | Bild gesucht                  |
| FND 0035QLB | Litgrund/Taurod (Echtershagen)                    | Königerode      | Lage   | Bild gesucht                  |
| NDF 0017QLB | Steinbruch Amselberg                              | Königerode      | Lage   | Bild gesucht                  |
| FND 0013WR  | Hochstaudenflur im Spielbachtal                   | Königshütte     | Lage   | Bild gesucht                  |
| FND 0004HBS | Maiwinkel                                         | Langenstein     | Lage   | Bild gesucht                  |
| FND 0016HBS | Goldbachlauf oberhalb Langenstein                 | Langenstein     | Lage   | Bild gesucht                  |
| FND 0036QLB | Südhang Rumberg                                   | Neinstedt       | Lage   | weitere Bilder                |
| FND 0037QLB | Tongrube Neinstedt (Feuchtbiotop)                 | Neinstedt       | Lage   | weitere Bilder                |
| NDF 0014QLB | Kahlenberg Neinstedt (Trockenrasengebiet)         | Neinstedt       | Lage   | weitere Bilder                |
| FND 0007HBS | Tongrube Osterwieck                               | Osterwieck      | Lage   | weitere Bilder                |
| FND 0006HBS | Tongrube Pabstorf                                 | Pabstorf        | Lage   | Bild gesucht                  |
| FND 0040QLB | Grasinsel Großer Trappenberg/Ostseite             | Quedlinburg     | Lage   | Bild gesucht                  |
| FND 0041QLB | Sülzewiesen                                       | Quedlinburg     | Lage   | weitere Bilder                |
| FND 0042QLB | Salzberg                                          | Quedlinburg     | Lage   | weitere Bilder                |
| FND 0043QLB | Muschelberg (Ochsenauge)                          | Quedlinburg     | Lage   | weitere Bilder                |
| FND 0044QLB | Schloßberg-Klippen                                | Quedlinburg     | Lage   | Schlossberg Quedlinburg       |
| FND 0045QLB | Lehof (einschließlich Höhe 160)                   | Quedlinburg     | Lage   | Lehof-Felsen                  |
| FND 0046QLB | Aufschluss Hammwarte                              | Quedlinburg     | Lage   | weitere Bilder                |
| FND 0047QLB | Südhang der Altenburg                             | Quedlinburg     | Lage   | weitere Bilder                |
| FND 0048QLB | Lehofbruch (Kuhwiese)                             | Quedlinburg     | Lage   | weitere Bilder                |
| FND 0049QLB | Trog                                              | Quedlinburg     | Lage   | Bild gesucht                  |
| FND 0050QLB | Seerosenteich Altenburg                           | Quedlinburg     | Lage   | weitere Bilder                |
| NDF 0002QLB | Luftenberg                                        | Quedlinburg     | Lage   | weitere Bilder                |
| NDF 0003QLB | Feuchtgebiet zwischen Zapfenbach und Trog         | Quedlinburg     | Lage   | Bild gesucht                  |
| NDF 0011QLB | Güntermannskopf                                   | Quedlinburg     | Lage   | weitere Bilder                |
| NDF 0015QLB | Oberes Siebersteinstal                            | Rieder          | Lage   | Bild gesucht                  |
| NDF 0016QLB | Tonkuhle Rieder                                   | Rieder          | Lage   | weitere Bilder                |
| FND 0003HBS | Langer Berg                                       | Sargstedt       | Lage   | weitere Bilder                |
| FND 0015HBS | Awecksberg                                        | Sargstedt       | Lage   | Bild gesucht                  |
| FND 0008HBS | Humberg                                           | Schwanebeck     | Lage   | Bild gesucht                  |
| FND 0054QLB | Winterklippen                                     | Stecklenberg    | Lage   | Bild gesucht                  |
| FND 0055QLB | Sommerklippen                                     | Stecklenberg    | Lage   | Sommerklippen                 |
| FND 0056QLB | Hurenkopf                                         | Stecklenberg    | Lage   | Bild gesucht                  |
| FND 0008WR  | Füllenbruch                                       | Stiege          | Lage   | Bild gesucht                  |
| FND 0028WR  | Hasselquelle am Haltepunkt Birkenmoor             | Stiege          | Lage   | Bild gesucht                  |
| FND 0034WR  | Birkenbruch                                       | Stiege          | Lage   | Bild gesucht                  |
| FND 0038WR  | Feuchtwiese Hasenwinkel                           | Stiege          | Lage   | Bild gesucht                  |
| FND 0057QLB | Eisenwäsche (Spülhalden)                          | Straßberg       | Lage   | Bild gesucht                  |
| FND 0025WR  | Grünegründchen-Giepenbachwiesen                   | Tanne           | Lage   | Bild gesucht                  |
| FND 0026WR  | Am Steinbachtal                                   | Tanne           | Lage   | Bild gesucht                  |
| FND 0027WR  | Hüttengraben                                      | Tanne           | Lage   | Bild gesucht                  |
| FND 0059QLB | Mammutbruch                                       | Thale           | Lage   | Mammutbruch Thale             |
| FND 0060QLB | Hundesenke                                        | Thale           | Lage   | weitere Bilder                |
| FND 0061QLB | Ostseite des Buchenberges                         | Thale           | Lage   | weitere Bilder                |
| FND 0063QLB | Nordseite des Buchenberges                        | Thale           | Lage   | weitere Bilder                |
| FND 0064QLB | Stadtgrün am Güterbahnhof                         | Thale           | Lage   | weitere Bilder                |
| NDF 0005QLB | Seerosenteich und Quellmoor am Reineckenbach      | Thale           | Lage   | Bild gesucht                  |
| FND 0062QLB | Sumpfwiese im Silberbachtal (Schlepenwiese)       | Thale           | Lage   | weitere Bilder                |
| FND 0042WR  | Sonnenberg                                        | Timmenrode      | Lage   | Bild gesucht                  |
| FND 0001WR  | Küsterberg-Schulmeierholzberg                     | Timmenrode      | Lage   | Bild gesucht                  |
| FND 0021WR  | Hochmoor Kälberbruch                              | Trautenstein    | Lage   | Bild gesucht                  |
| FND 0029WR  | Graureiherkolonie                                 | Trautenstein    | Lage   | Bild gesucht                  |
| FND 0030WR  | Graureiherkolonie Stapelburger Holz               | Veckenstedt     | Lage   | Bild gesucht                  |
| FND 0066QLB | Vordere Roßhöhe                                   | Warnstedt       | Lage   | weitere Bilder                |
| FND 0007WR  | Edelkastanien-Wäldchen                            | Wernigerode     | Lage   | Kastanienwäldchen Wernigerode |
| FND 0010WR  | Oberer Teich im Christianental                    | Wernigerode     | Lage   | weitere Bilder                |
| FND 0015WR  | Spitzberg bei Darlingerode                        | Wernigerode     | Lage   | Bild gesucht                  |
| FND 0036WR  | Feuchtgelände am Köhlerteich                      | Wernigerode     | Lage   | weitere Bilder                |
| FND 0037WR  | Feuchtgelände am Kurtsteich                       | Wernigerode     | Lage   | weitere Bilder                |
| FND 0043WR  | Ziegenberg bei Wernigerode                        | Wernigerode     | Lage   | Bild gesucht                  |
| FND 0067QLB | Dalgenberg                                        | Westerhausen    | Lage   | weitere Bilder                |
| FND 0068QLB | Kuckucksberg                                      | Westerhausen    | Lage   | weitere Bilder                |
| FND 0069QLB | Kleines Kamel                                     | Westerhausen    | Lage   | weitere Bilder                |
| NDF 0006QLB | Acker Helmstein links                             | Westerhausen    | Lage   | weitere Bilder                |
| NDF 0010QLB | Alter Torfstich am Helsunger Bruch                | Westerhausen    | Lage   | weitere Bilder                |
| NDF 0012QLB | Königstein                                        | Westerhausen    | Lage   | weitere Bilder                |
| NDF 0018QLB | Hirtenwiese                                       | Westerhausen    | Lage   | weitere Bilder                |
| FND 0006WR  | Grube „Herzynia“                                  | Wienrode        | Lage   | Bild gesucht                  |

## Belege
1. 1 2  
Naturdenkmale auf kreis-hz.de (abgerufen am 23. August 2015)
2. 1 2 3 4 5 6 7 8 9 10 11 12 13 14 15 16 17 18 19 20 21 22 23 24 25 26 27 28 29 30 31 32 33 34 35 36 37 38 39 40 41 42 43 44 45 46 47 48 49 50 51 52 53 54 55 56 57 58 59 60 61 62 63 64 65 66 67 68 69 70 71 72 73 74 75 76 77 78 79 80 81 82 83 84 85 86 87 88 89 90 91 92 93 94 95 96 97 98 99 100 101 102  
Baum-Naturdenkmale (PDF; 15 kB), abgerufen am 19. September 2018.
3. 1 2 3 4 5 6 7 8 9 10 11 12 13 14 15 16 17 18 19 20 21 22 23 24 25 26 27 28 29 30 31 32 33 34 35 36 37 38 39 40 41 42 43 44 45 46 47 48 49 50 51 52 53 54 55 56 57 58 59 60 61 62 63 64 65 66 67 68 69 70 71 72 73 74 75 76 77 78 79 80 81 82 83 84 85 86 87 88 89  
Naturdenkmale im Landkreis Harz in Datenbank Metaver (Memento vom 13. Mai 2016 im Webarchiv archive.today) (abgerufen am 24. August 2015)
4. 1 2 3 4 5 6 7 8 9 10 11 12  
Der Landrat: Verordnung über die Aufhebung von nicht mehr existierenden Baum-Naturdenkmälern. In: Harzer Kreisblatt Nr. 7/2018. 21. Juli 2018, S. 11 (kreis-hz.de [PDF]).
5. 1 2 3 4 5 6 7 8 9 10 11 12 13 14 15 16 17 18 19 20 21 22 23 24 25 26 27 28 29 30 31 32 33 34 35 36  
Balcerowski: Verordnung des Landkreises Harz über die Aufhebung der Unterschutzstellung von Baum-Naturdenkmalen. In: Harzer Kreisblatt Nr. 5/2022 (Amtsblatt des Landkreises Harz). 25. Mai 2022, S. 9–10 (kreis-hz.de [PDF]).
6. 1 2 3 4 5 6 7 8 9 10 11 12 13 14  
Kjell Sonnemann: Verwaltung: 15 Naturdenkmäler weniger im Landkreis Harz. In: Mitteldeutsche Zeitung. 31. Juli 2022 (mz.de).
7. 1 2 3 4  Alte Baum-Naturdenkmale müssen gefällt werden In: kreis-hz.de, [Dezember 2015], abgerufen am 19. September 2018.
8. 1 2 3 4 5 6 7  
Kleine Anfrage und Antwort Abgeordneter Dietmar Weihrich (BÜNDNIS 90/DIE GRÜNEN), 28. Juni 2011 Drucksache 6/159 (Kleine Anfrage - KA 6/7039) Biotopverbund
9. ↑  Bunnemannbuche in Ballenstedt In: baumkunde.de, abgerufen am 18. September 2018.
10. ↑  Deutsche Biographie - Zanthier, Hans Dietrich von. In: deutsche-biographie.de, abgerufen am 26. März 2021
11. ↑  Petra Korn: Falkensteiner fordern mit Nachdruck einen Ersatz der gefällten Bäume. In: mz-web.de. 16. April 2010, abgerufen am 18. September 2018.
12. ↑  Durchführung erforderlicher Baumpflegemaßnahmen an Baum-Naturdenkmalen. In: kreis-hz.de, Presseinformation 2013, abgerufen am 7. April 2021.
13. ↑  Baum-Naturdenkmale, Landkreis Harz, abgerufen am 31. August 2020.
14. ↑  Foto: Naturdenkmal in Schierke, Linde auf der alten Hofanlage, Landkreis Harz, abgerufen am 31. August 2020.
15. ↑  Baumnaturdenkmal muss gefällt werden In: wochenspiegel-web.de, abgerufen am 18. September 2018.
16. ↑  Jörg Niemann: Was passiert mit der umgestürzten Linde in Stapelburg? In: volksstimme.de. 16. Februar 2022, abgerufen am 18. Februar 2022.
17. ↑  Eiche bei Stiege. In: monumentale-eichen.de, abgerufen am 27. März 2021.
18. ↑  Forsthaus Georgshöhe: Die alte Eiche an der Schutzhütte ist leider zusammen gebrochen. In: facebook.com, 8. August 2018, abgerufen am 17. September 2018.
19. ↑  Regina Urban: 150 Jahre alte Schwarzpappel zerbricht in zwei Teile. In: volksstimme.de. 22. September 2009, abgerufen am 24. September 2019.
20. ↑  Naturnahes Kleinod mitten in der Stadt aufgewertet: Der Seigerhüttenteich / Stadt Wernigerode In: wernigerode.de, abgerufen am 24. September 2019.
21. 1 2 3 4 5 6 7 8 9 10 11 12 13 14 15 16 17 18 19 20 21 22 23 24 25 26 27 28 29 30 31 32 33 34 35 36 37 38 39 40 41 42 43  
Geologische Naturdenkmale (PDF; 8 kB), abgerufen am 5. November 2022. Alternativlink mit Einzel-PDF.
22. ↑  Kleine Rosstrappe. In: kreis-hz.de, abgerufen am 17. März 2021 (PDF)
23. ↑  Blankenburg: Bedeutendes Geotop im Naturerbewald wird ausgezeichnet. In: blankenburg.de, abgerufen am 17. März 2021
24. ↑  Geologischer Wanderweg Infotafel. In: harzregion.de, abgerufen am 17. März 2021 (PDF)
25. ↑  Infos unter www.Kreis-HZ.de
26. ↑  Hartenberg (Marmorpinge). In: kreis-hz.de, abgerufen am 26. März 2021. (PDF)
27. 1 2 3 4 5 6 7 8 9 10 11 12 13 14 15 16 17 18 19 20 21 22 23 24 25 26 27 28 29 30 31 32 33 34 35 36 37 38 39 40 41 42 43 44 45 46 47 48 49 50 51 52 53 54 55 56 57 58 59 60 61 62 63 64 65 66 67 68 69 70 71 72 73 74 75 76 77 78 79 80 81 82 83 84 85 86 87 88 89 90 91 92 93 94 95 96 97 98 99 100 101 102 103 104 105 106 107 108 109 110 111 112 113 114 115 116 117  
Flächennaturdenkmale (FND und NDF) (PDF: 15 kB), 19. September 2018.

- Karte mit allen Koordinaten:
- OSM |
- WikiMap